# Outils RAD
Les outils RAD sont des logiciels utilisables dans le cadre du développement rapide d'applications (acronyme de l'anglais Rapid Application Development).
Depuis le début des années 1990 de nombreux outils de programmation, le plus souvent à interface graphique (CASE), tentent d'obtenir rapidement (d'où le qualificatif de RAD) des prototypes ou des applicatifs logiciels les plus complets possible. 

## Liste non exhaustive
Les principaux outils se déclarant « RAD » sont les suivants :
- Authorware crée lui aussi un applicatif final en dessinant un diagramme à l'aide d'icônes.

- C++ Builder

- C# Builder

- Delphi (ainsi que Lazarus, MSEide et Visual Basic) est un outil RAD en ce sens qu'il permet assez facilement de créer des programmes à l'aide d'une interface graphique dotée de nombreux outils et de modules prêts à l'emploi.
- Eclipse qui est gratuit se trouve être l'outil RAD le plus utilisé pour le développement en Java et Android avec ses bibliothèques complètes, et permet d'obtenir une interface graphique performante même sous l'émulateur Android.
- Glade est un outil interactif de conception d'interface graphique GTK+. Il prend en charge toute la partie de gestion/génération de l'interface pour permettre au développeur de se concentrer sur le code « utile ».

- JBuilder
- IBM Domino Designer

- LiveCode permet de concevoir en même temps l'interface graphique (éditeur WYSIWYG) et le programme en langage naturel qui est interprété donc exécutable immédiatement. Des scripts associés à chaque carte, champ ou bouton permettent une grande modularité.

- Lazarus est un Logiciel libre gratuit de développement rapide d'applications intégrer avancé RAD Free Pascal.

- Limbas est un outil RAD pour le web (développement et application cible) sous licence GNU GPL 2 incluant notamment des fonctionnalités pour la gestion électronique des documents et le groupware.

- Oracle Application Express - APEX est un outil déclaratif de développement rapide d'applications Web pour la base de données Oracle. Il s’agit d’une option gratuite entièrement prise en charge disponible avec toutes les versions de la base de données Oracle. En utilisant seulement un navigateur Web, vous pouvez développer et déployer des applications professionnelles qui sont à la fois rapides et sécurisées. Que vous soyez un développeur SQL et PL/SQL expérimenté ou un « Power user » pour la rédaction de rapports, les assistants vous permettent de créer rapidement des applications Web à partir des données  de la base de données Oracle. L'amélioration et le maintien de ces applications se font en utilisant un cadre déclaratif, qui augmente ainsi votre productivité. Oracle Application Express est un outil « database driven » qui vous permet de créer une vaste gamme d'applications. Vous pouvez simplement réaliser une application à partir d’un « spreadsheet » Excel ou développer des applications extrêmement complexes avec de nombreuses interfaces externes tels que l'Oracle Store. Comme Oracle APEX réside dans la base de données Oracle et peut facilement s'intégrer avec les systèmes d'authentification (comme Oracle Access Manager, SSO, LDAP, etc. ), vous pouvez créer des applications sécurisées qui peuvent évoluer pour répondre à votre communauté d'utilisateurs grandissante

- Powerbuilder

- uniPaaS (anciennement connu sous le nom de Magic eDeveloper) est une plateforme RAD qui accélère le développement d'applications métier en associant un paradigme de développement unique de bout en bout à un moteur de règles fondé sur les métadonnées. Le développement est accéléré de par le fait que le code est précompilé dans le système.

- W4 Express est un outil RAD adapté au développement des interactions homme-machine de gestion.

- WinDev, ainsi que WebDev et WinDev Mobile sont des outils RAD. Ils permettent à partir d'une analyse Merise ou UML de produire des applications.

- 4e Dimension (langage)

- 3DVIA Studio est un outil RAD de développement d'applications 3D temps réel